# Lisu

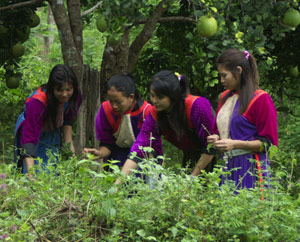
Donne Lisu in abiti tradizionali, nel nord della Thailandia

I Lisu (in cinese: 傈僳; pinyin: Lìsù zú) sono un gruppo etnico che vive in Myanmar (Birmania), Cina, Thailandia e nello stato indiano di Arunachal Pradesh, per un totale stimato di circa 700.000 individui. I Lisu fanno parte dei 56 gruppi etnici riconosciuti ufficialmente dalla Repubblica Popolare Cinese.
Sono anche conosciuti come Yawyin o, in altri pochi luoghi, come Yobin. Tuttavia quest'ultimo è considerato un termine dispregiativo, usato soprattutto dai Jingpo e, in passato, dai cinesi. Si crede che i Lisu siano originari delle zone ad est del Tibet, ma recenti studi diretti dal linguista David Bradley hanno indicato che essi siano emigrati dalle zone nordoccidentali della provincia cinese di Yunnan, durante il XVIII secolo. Nel XIX secolo, poi, i Lisu si sono mossi a sud lungo la valle del fiume Salween, nelle zone settentrionali della Birmania e della Thailandia.
Circa 30.000 Lisu vivono in Thailandia, dove sono uno dei principali gruppi etnici del paese. Tradizionalmente vivono in piccoli villaggi situati sulle montagne e sulle numerose colline della zona. In passato numerose spedizioni di missionari cattolici hanno tentato di convertire questa gente al Cristianesimo.
La loro religione è in parte animista e in parte basata sul culto degli antenati. Molto attivo è anche lo sciamanesimo. In passato, comunque, molti Lisu si sono convertiti al cristianesimo protestante, soprattutto agli inizi del XX secolo. I primi Lisu ad essere convertiti furono i gruppi delle zone del fiume Salween, nella provincia di Yunnan. Il missionario scozzese James O. Fraser fu il primo cristiano ad aver convertito un Lisu. Negli anni trenta e quaranta del XX secolo, altri missionari (come la coppia Isobel Kuhn e John Kuhn) continuarono il lavoro di conversione dopo la morte di Fraser. Molti gruppi di Lisu comunque non si sono convertiti perché hanno ritenuto che la religione cattolica avrebbe potuto minare le basi culturali storiche della loro etnia, a differenza di altri gruppi che hanno accolto il cristianesimo come un positivo tentativo di inserire la cultura Lisu all'interno di una rete globale di identità culturali.
I Lisu dell'Arunachal Pradesh sono per la maggior parte cristiani emigrati dalle colline Patkai. L'origine di questi gruppi nel nord dell'India è da ricercare in alcuni avvenimenti del secolo scorso. Un gruppo di Lisu convertiti, nel corso del XX secolo, lasciò la Cina per la Birmania, per evitare il governo comunista di Pechino. Quando poi il governo birmano impose loro di lasciare quelle terre, questi gruppi si trasferirono definitivamente nello stato indiano di Arunachal Pradesh.
I villaggi dei Lisu sono tradizionalmente costruiti vicino ai corsi d'acqua. Le loro case hanno mura costruite in bambù, anche se negli ultimi anni un numero sempre più crescente di Lisu ha cominciato a costruire le abitazioni con materiale più resistente, come il legno o la pietra.
L'alimentazione dei Lisu si basa sulle coltivazioni montane di riso, di frutta e di altri vegetali. Tuttavia, essi sono sempre vissuti in regioni ecologicamente fragili che difficilmente garantiscono una sufficiente sussistenza.
Essi hanno affrontato continui stravolgimenti causati sia da disastri fisici che sociali (terremoti e frane; guerre e dittature). Per questo motivo hanno sempre fatto dipendere la loro sopravvivenza dall'attività del commercio.